# La Maison de tous les cauchemars
 (octobre 2011).
Si vous disposez d'ouvrages ou d'articles de référence ou si vous connaissez des sites web de qualité traitant du thème abordé ici, merci de compléter l'article en donnant les références utiles à sa vérifiabilité et en les liant à la section « Notes et références ».
La Maison de tous les cauchemars (Hammer House of Horror) est une série télévisée d'horreur fantastique britannique en treize épisodes de 51 minutes chacun créée par Hammer Film Productions et diffusée du 13 septembre au 6 décembre 1980 sur ITV.
En France, la série a été diffusée en 1983 sur FR3. Rediffusion à partir du 16 janvier 1989 sur La Cinq, puis, dans Les Accords du Diable à partir du 9 janvier 1989 sur La Cinq, dans Les Jeudis de l'angoisse du 8 juillet 1993 au 12 août 1993 sur M6.

## Synopsis
Une anthologie d'histoires où des individus ordinaires sont placés dans un contexte fantastique ou d'horreur dans la tradition des productions du studio Hammer.

## Fiche technique
- Titre original : Hammer House of Horror
- Titre français : La Maison de tous les cauchemars
- Créateur : Roy Skeggs
- Supervision de la musique : Philip Martell
- Musique : Paul Patterson, John McCabe, James Bernard, Wilfred Josephs, David Lindup, Leonard Salzedo et Marc Wilkinson
- Photographie : Frank Watts et Norman Warwick
- Montage : Chris Barnes, Peter Weatherley et Robert C. Dearberg
- Distribution : Eileen Garstka
- Création des décors : Carolyn Scott
- Effets spéciaux de maquillage : Eddie Knight et Alan Brownie
- Effets spéciaux : Ian Scoones
- Supervision des costumes : Laura Nightingale
- Producteur : Roy Skeggs
- Producteurs exécutifs : David Reid et Brian Lawrence
- Compagnie de production : Chips Productions - Cinema Arts International Production - Hammer Film Productions - Incorporated Television Company
- Compagnie de distribution : Carlton International Media
- Pays d'origine :  Royaume-Uni
- Langue : Anglais Mono
- Image : Couleurs
- Ratio écran : 1.33:1 plein écran
- Format : 35 mm
- Procédé : Sphérique
- Durée : 13 x 51 minutes
- Interdit aux moins de 12 ans

## Épisodes
1. Maléfices (Witching Time)
2. La Treizième réunion (The Thirteenth Reunion)
3. Un étrange réveil (Rude Awakening)
4. Souffrances (Growing Pains)
5. La maison sanglante (The House That Bled to Death)
6. Charlie Boy (Charlie Boy)
7. Le Cri (The Silent Scream)
8. Les Enfants de la pleine lune (Children of the Full Moon)
9. L’Aigle des Carpathes (The Carpathian Eagle)
10. Le Gardien des abysses (Guardian of the Abyss)
11. Visiteur d'outre-tombe (A Visitor from the Grave)
12. Les Deux Faces du démon (The Two Faces of Evil)
13. L'Empreinte du diable (The Mark of Satan)